# Björn Eneroth
Björn Roland Eneroth, född 30 maj 1937 i Stockholm, död 11 september 2023 i Stockholm, var en svensk målare och grafiker.
Eneroth studerade vid Konstakademien i Stockholm 1960–1965 och under studieresor till Nordafrika och södra Europa. Han har tilldelats statens stora konststipendium ett flertal gånger. Har gjort en rad utställningar i Sverige och utomlands och deltagit i diverse konstpedagogiska projekt. Förutom den målade bildkonsten arbetade han även med grafik, konstfoto och film. Han har arbetat som professor och konstpedagog på Konstfackskolan. Eneroth är representerad vid Kalmar konstmuseum, Moderna museet, Norrköpings konstmuseum  och Nationalmuseum i Stockholm.